# Anthony Wallace
Pour les articles homonymes, voir Wallace.
Anthony Wallace est un photojournaliste britannique né le 17 mai 1978 à Hong Kong.
Chef photographe de l’Agence France-Presse  pour la Corée du Nord et du Sud, il est lauréat du prix Bayeux Calvados-Normandie des correspondants de guerre et du prix de la Ville de Perpignan Rémi Ochlik en 2020.

## Biographie
Anthony Wallace est né le 17 mai 1978 à Hong Kong, qui est alors une colonie du Royaume-Uni. Il est à moitié britannique et moitié Hongkongais. Il est marié à une française et est le père de deux enfants,.
À Londres où il vit alors, il travaille dans un magasin spécialisé auquel il emprunte du matériel d’occasion pour photographier des concerts de rock pendant son temps libre. Il propose ses images à des magazines musicaux britanniques qui les publient.
Il s’installe à Hong Kong en 2006 et travaille quelque temps comme assistant pour le Red Dog Studio. Il revient à Londres en 2008 et travaille comme photographe indépendant. Il est aussi bénévole pour Médecins sans Frontières à l'hôpital Maudsley de Londres en tant que formateur dans le cadre d’un programme d’ateliers photo pour les patients.
Il suit un master en photographie documentaire et photojournalisme à LCC University of the Arts London en 2008-2009, tout en photographiant en freelance pour des journaux et pour des d’entreprises.
Il rencontre en 2012 le responsable Asie de l’AFP qui l’engage comme stagiaire puis titulaire au poste d’éditeur photo de l’agence. Parallèlement, il réalise également des reportages. Il couvre de nombreux événements d’actualité aussi bien à Hong Kong que dans la région Asie-Pacifique : « Occupy Central », le mouvement des parapluies en 2014 à Hong Kong, les fusillades de Christchurch en Nouvelle-Zélande ou encore les tremblements de terre à Taiwan. Il est nommé photographe en chef du bureau AFP de Hong Kong et directeur de la photographie de l’AFP pour l’Asie-Pacifique en 2016.
Anthony Wallace remporte en 2020 le prix de la Ville de Perpignan Rémi Ochlik au festival de photojournalisme Visa pour l’Image pour sa couverture des événements à Hong Kong et le prix Bayeux Calvados-Normandie des correspondants de guerre.
Anthony Wallace est basé à Séoul où il est chef photographe de l’AFP pour la Corée du Nord et du Sud.

## Exposition
- 2021 : « Points de vue opposés », Couvent des Minimes, Visa pour l’Image, Perpignan[3]

## Prix et récompenses
- 2020 : Prix de la Ville de Perpignan Rémi Ochlik au festival Visa pour l’Image, pour son portfolio « Points de vue opposés »[4]
- 2020 : Human Rights Press Awards du club de le presse étrangère de Hong Kong[7],[8]
- 2020 : Prix du public, prix Bayeux Calvados-Normandie des correspondants de guerre pour sa série «Hong Kong, une révolte populaire»[2],[9]
- 2020 : Prix d’excellence photo au SOPA (Society of Publishers in Asia), avec Philip Fong, Hector Retamal, Nicolas Asfouri et Isaac Lawrence du bureau AFP de Hong Kong[10],[11].